# زاغ السمك
زاغ السمك (بالإنجليزية: Fish crow)‏ واسمه العلمي كورفوس أوسيفراغوس (بالإنجليزية: Corvus ossifragus)‏ هو نوع من الغراب يرتبط بالأراضي الرطبة ويعيش في شرق وجنوب شرق الولايات المتحدة.

## التصنيف
تم وصف الطائر لأول مرة من قبل الكسندر ويلسون في عام 1812. وتُشير أحدث الاختبارات الجينية إلى أن هذا النوع يشبه غراب سينالوان (C. sinaloae) وغراب تاماوليباس (C. imparatus)، وليس قريباً من الغراب الأمريكي (C. brachyrhynchos) على الرغم مما تُشير العلامات الخارجية.

## السلوك

### الغداء
يجلب غراب السمك طعامه بشكل رئيسي من الأرض وحتى من المياه الضحلة حيث تحوم الطيور ويلتصق الطعام المبلل بالماء بقدميه. وغراب السمك هو آكل للحوم. وهو يتغذى على القشريات الصغيرة مثل السرطانات والروبيان واللافقاريات الأخرى والأسماك التي تقطعت بها السبل والأسماك الحية حيث يستولي عليها وعلى بيضها والزواحف الصغيرة وثمار العديد من الأشجار والفول السوداني والحبوب، كما بقايا طعام الإنسان حيثما وُجدت.

## التربية
عادة ما تبني غربان السمك أعشاشها في شجرة عالية وغالباً ما تكون مصحوبة بأشجار قريبة مع أعشاش أخرى من نفس النوع تُشكل مستعمرات صغيرة فضفاضة. وعادة ما يتم وضع أربعة أو خمسة بيضات. تكون زرقاء شاحبة وخضراء اللون، وتحمل بقعاً زيتونية.

## التوزيع والسكن
يقطن هذا النوع من الغربان على الساحل الشرقي للولايات المتحدة من رود آيلاند جنوباً إلى كي ويست، وغرباً على طول الساحل الشمالي لخليج المكسيك، ويتبع العديد من أنظمة الأنهار الداخلية لبعض المسافة. وتتردد على المستنقعات الساحلية والشواطئ والأنهار والبحيرات الداخلية والمستنقعات ومصارف الأنهار والأرض المحيطة بها مباشرة.

## الحماية
يُعتبر هذا النوع من الغربان أكثر مقاومة لفيروس غرب النيل من الغراب الأمريكي. حيث تصل معدلات البقاء على قيد الحياة لديه إلى 45٪، مقارنة مع الأنواع الأمريكية من الغراب.